# Cementerio de los Mártires de Faluya
El Cementerio de los Mártires de Faluya (en árabe: مقبرة الشهداء) es el principal sitio de entierro de los iraquíes muertos durante la Primera Batalla de Faluya, tanto insurgentes como civiles. Antiguamente, era el campo de fútbol del Club Deportivo Faluya, y se convirtió en un cementerio después de que las tropas estadounidenses bloquearon los intentos de alcanzar el cementerio principal de la ciudad. 
El cementerio tiene entre 250 y 500 cuerpos, de los que sólo se identificó uno como un combatiente extranjero, un tunecino. Por lo menos 22 de los muertos eran de un solo mortero de una ataque estadounidense de junio de 2004. 
La carretera que conduce al cementerio ha sido nombrado carretera del cementerio de los Mártires. Otro campo de fútbol en la ciudad fue utilizado para fines similares. 